# Suctobelba media
Suctobelba media är en kvalsterart som beskrevs av Mihelcic 1953. Suctobelba media ingår i släktet Suctobelba och familjen Suctobelbidae. Inga underarter finns listade i Catalogue of Life.